# 나가사키촌 (아이치현)
나가사키촌(長崎村)은 아이치현 헤키카이군에 설치되었던 촌이다. 현재의 지류시 남부와 안조시 일부에 해당한다.